# Otroci družine Goebbels
Goebbelsove otroke je sestavljalo pet hčera in en sin, ki so se rodili nemškemu nacističnemu propagantnemu ministru Josephu Goeebelsu in njegovi ženi Magdi Goebbels. Njuni otroci, rojeni med letoma 1932 in 1940, so bili Helga Susanne, Hildergard Traudel, Helmut Christian, Holdine Kathrin, Hedwig Johanna in Heidur Elisabeth. Vseh šest otrok sta Joseph in Madga 1. maja 1945 v Berlinu umorila, na isti dan, ko sta oba starša storila samomor. Glavna različica navaja, da sta jim dala popiti pijačo z uspavali in ko so otroci zaspali, sta jima na skrivaj vsakemu v usta vtaknila po eno tableto cianida.
Magda Goebbels je imela starejšega sina Haralda Quandta iz prejšnjega zakona z Güntherjem Quandtom. Takrat 23-letni Harald je bil ujetnik njegovih mlajših polbratov in sester. Harald je bil edini član družine, ki je preživel vojno, vendar je umrl v letalski nesreči septembra 1967 v Italiji.

## Namig glede imen
Nekateri zgodovinarji trdijo, da se vsa njihova imena začnejo s črko H kot poklon Adolfu Hitlerju, vendar ni dokazov, ki bi to potrjevali; podpira pa, da je bilo Magdino poimenovanje "H" zamisel njenega prvega moža Güntherja Quandta, ki je prva žena za druga dva otroka izbrala imena, ki se začnejo s "H".
To trditev podpira Magdina mati Auguste Behrend, ki je izjavila, da si je družina za vsakega naslednjega otroka nedolžno prizadevala iskati nova otroška imena, ki se začnejo s »H«.

## Otroci

### Harald
Magda in Günther Quandt sta se poročila 4. januarja 1921, njen prvi otrok Harald Quandt pa se je rodil 1. novembra 1921. Zakon Magde in Güntherja Quandta se je leta 1929 končal z ločitvijo. Magda se je nacistični stranki pridružila 1. septembra 1930 in je nekaj prostovoljno delala, čeprav je niso označili za politično aktivno.  Iz lokalne podružnice se je preselila na sedež stranke v Berlinu in bila povabljena, da prevzame lastne Goebbelsove papirje. Z Goebbelsom sta se prvič začela romantično vpletati na kratkem potovanju s prijatelji v Weimar v Zahodni Nemčiji februarja 1931. Par se je poročil 19. decembra 1931, Hitler pa je bil njuna priča.
Harald se ni udeležil samo materine poroke z Goebbelsom, ampak se je najn tudi navezal; včasih ga je spremljal na shodih, stal je na ploščadi blizu "strica Jožefa", oblečen v uniformo Hitlerjeve mladine. Po imenovanju za ministra je Goebbels od Haraldovega očeta zahteval, da Magdo oprosti njene obveznosti v zvezi z razvezo zakonske zveze, da Haralda pošlje živeti z njim v primeru ponovne poroke; do leta 1934 se je Harald popolnoma preselil v Goebbelsovo gospodinjstvo.
Harald je pozneje služil kot poročnik v Luftwaffeju. Harald je bil Magdin edini otrok, ki je preživel drugo svetovno vojno; v petdesetih in šestdesetih letih je postal vodilni zahodnonemški industrialec. Umrl je, ko je leta 1967 nad Italijo strmoglavilo njegovo osebno letalo.

### Helga Sussane
Helga je bila prvi in najstarejši otrok Josepha Goebbelsa. Rodila se je 1. septembra 1932. Helga je bila "očetova punčka", ki je imela raje očeta kot mater. Goebbels je bil ponosen na svojo najstarejšo hčerko in takoj, ko se je vrnil iz svoje pisarne, bi šel naravnost do njene posteljice, da bi jo vzel v naročje. Poročali so, da je bila ljubka dojenčica, ki ni nikoli jokala in je samo nerazumljivo poslušala nacistične uradnike z »bleščečimi modrimi očmi«. Nič nenavadnega ni bilo, da jo je Hitler, ki je imel rad nemške otroke, vzel v svoje naročje, medtem ko je govoril pozno v noč. Fotografirana je bila s Hilde, ki je Hitlerju 20. aprila 1936, na njegov rojstni dan, podarila rože.
Helga je bila stara 12 let, ko so jo 1. maja 1945 umorili. Modrice na njenem telesu po smrti (večinoma na obrazu) so povzročile široka ugibanja, da se je borila proti prejemu tablete cianida, ki jo je prejela za smrt.

### Hildegard Traudel
Hildergard se je rodila 13. aprila 1934. Pogosto so jo imenovali »Hilde«. V dnevniškem zapisu iz leta 1941 jo je Joseph označil za »majhno miško«. Fotografirala se je s Helgo, ki je 20. aprila 1936, na njegov rojstni dan, Hitlerju podarila rože. Hilde je bila stara 11 let, ko so jo umorili.

### Helmout Christian
Helmout se je rodil 2. oktobra 1935. Veljal je za občutljivega in nekaj sanjarskega. Goebbels ga je v svojem dnevniku označil za »klovna«. Ko je njegov učitelj na osnovni šoli Lanke na očakovo ogorčenje sporočil, da je napredovanje v višjo obliko dvomljivo, se je dobro odzval na intenzivno poučevanje matere in guvernante in dosegel napredovanje v naslednji razred. Na zobeh je nosil naramnice.
26. aprila 1945 je Helmut na glas prebral očetov rojstni dan Hitlerju in se na protesti Helge odzval, da kopira njihovega očeta, z argumentom, da ga je njihov oče kopiral. 
30. aprila 1945 je bil fant nesramen do 15-letne medicinsko sestro, ki je skrbela za ranjence v kompleksu berlinskega podzemnega bunkerja. Medicinska sestra Johanna Ruf je klofnila mladega Helmuta. Šele pozneje je ugotovila, da je fant Goebbelsov sin. Kasneje tistega dne je Hitlerjeva tajnica Traudl Junge izjavila, da so, medtem ko je bila z otroki v sobi bunkerja, slišali zvok Hitlerjevega strela, ki si ga je sam povzročil, ko se je ubil. Helmut, ki ga je pomotoma vzel za zvok minometa, ki je pristal v bližini, je zavpil: »To je bil popoln zadetek!« Helmut je bil star 9 let, ko so ga umorili.

### Holdine Kathrin
Holdine se je rodila 19. februarja 1937. Pogosto so jo imenovali »Holde«. Trdi se, da je svoje ime dobila, ko se je zdravnik, ki jo je dobil, Stoeckel, sklonil nad njo in vzkliknil "Das ist eine Holde!"  ("to je zelo lepo!") Meissner trdi, da je bila Holde "najmanj živahna" med otroki in so jo nekateri "potisnili vstran", kar je povzročila veliko stisko, in da se je Goebbels na to odzval tako, da ji je naredil nekaj najljubšega, na katerega se je odzvala predano. Holdine je bila stara 8 let, ko so jo umorili.

### Hedwig Johanna
Hedwig se je rodila 5. maja 1938. Pogosto so jo imenovali "Hedda". Leta 1944 je vztrajala, da se bo, ko bo odraščala, poročila s SS-adutantom Güntherjem Schwägermannom, ki ga je očaralo dejstvo, da je imel lažno oko. Hedwig je bila stara 6 let, ko so jo umorili, štiri dni pred svojim sedmim rojstnim dnem.

### Heidrun Elisabeth
Heidrun se je rodila 29. oktobra 1940. Pogosto so jo imenovali "Heide". Heidrun je z očetom delila rojstni dan. Imenovali so jo "spravni otrok", ker je bila spočeta po spravi staršev. Rochus Misch jo je opisal kot "malo spogledljivko" in dejal, da se je v bunkerju pogosto šalila z njim. Heide je bila stara 4 leta, ko so jo umorili.

## Smrt otrok
Potem, ko je rdeča armada napredovala do mestnega jedra Berlina in je bila Nacistična Nemčija blizu poraza in propada, se je vedelo, da je vojna izgubljena. Hitler je izjavil, da je samomor najboljša metoda izmiku ujetništva pred Rusi. 30. aprila 1945 so se Goebbels, Magda in vseh nunih šest otrok poslovili od Hitlerja in njegove žene Eve Braun, dobro uro pozneje pa sta v dnevni sobi bunkerja storila samomor tako, da sta se ustrelila in predtem še pojedla tableto cianida. Goebbels je nasledil Hitlerjev položaj na katerem je služil en dan. 1. maja 1945 je Magda Goebbels ugotovila, da je pobeg iz Berlina zelo majhen, saj so se rusi počasi bližali njihovemu bunkerju. Skupaj z Goebbelsom sta se odločila, da bosta tako za nju, kot za njune otroke naredila isto kot Hitler, saj si življenja brez Hitlerja in nacistične Nemčije nista predstavljala.
Zvečer 1. maja, ko so se njuni otroci odpravljali spat, sta se Goebbels in Magda z zdravnikom Helmutom Kunzom pogovarja o najboljši metodi samomora njunih otrok. Kunz je izjavil popiti uspavalo in nato pojesti tableto cianida. Kunz je v šest kozarcev natočil vodo in vanj zmešal uspavalo za otroke, morfij. Nato je pripravil še šest tablet cianida. 
Ob 19:45, ko so bili vsi otroci že v sobi, sta Magda in Goebbels skupaj prišla v sobo. Magda je razložila, da naj popijejo to, da ponoči ne bodo žejni. Nato je vsakemu dala popiti po en kozarec morfija. Helga, ki je bila najstarejša, je vedela, kaj se dogaja in se je zato upirala. Goebbels in Magda sta jo morala pod prisilo držati, da je popila ves kozarec morfija. 
Ob 20:10 se je Magda sama vrnila v njihovo sobo in vzela šest tablet. Začela je od najmlajšega do najstarejšega. Vsakemu otroku je odprla usta in mu med zobe vtaknila tableto cianida ter mu skupaj stisnila čeljust, da so zobje pregriznili tableto. V trenutku so vsi padli v nezavest. Da jih ne bi videli, jih je Magda vsakega pokrila z odejo čez glavo, tako, da so se jim samo noge videle. Ob 20:20 je Kunz Goebbelsu in Magdi sporočil, da so vsi njuni otroci mrtvi. 

## Po njihovi smrti
Ko so rusi vdrli v bunker so našli trupla vseh šest Goebbelsovih otrok. Njuna trupla so skupaj z trupli Josepha in Magde Goebbels, Adolfa Hitlerja, Eve Braun, generala Hansa Krebsa ter Hitlerjevega psa Blondija in njegovih psov, odpeljali. V sovjetskih arhivih, pridobljeni po padcu Sovjetske zveze, navajajo, da so bili njihovi posmrtni ostanki večkrat pokopani in izkopani. Leta 1946 so bili posmrtni ostanki ponovno ekshumirani in preseljeni v takrat nov objekt enote SMERSH v Magdeburgu, kjer so bili 21. februarja pokopani v petih lesenih škatlah. Do leta 1970 je bil objekt pod nadzorom KGB, predviden pa je bil odstop v Vzhodno Nemčijo. Skupina KGB je dobila podrobne pokopne karte in 4. aprila 1970 na skrivaj izkopala ostanke desetih ali enajstih trupel v razpadlem stanju. Ostanke so temeljito zažgali in zdrobili ter pepel odvrgli v reko Biederitz, pritok bližnje Labe. 